# Стентон (Теннессі)
Стентон (англ. Stanton) — місто (англ. town) в США, в окрузі Гейвуд штату Теннессі. Населення — 417 осіб (2020).

## Географія
Стентон розташований за координатами 35°27′41″ пн. ш. 89°24′5″ зх. д. / 35.46139° пн. ш. 89.40139° зх. д. (35.461411, -89.401435).  За даними Бюро перепису населення США в 2010 році місто мало площу 1,31 км², уся площа — суходіл.

## Демографія
Згідно з переписом 2010 року, у місті мешкали 452 особи в 210 домогосподарствах у складі 125 родин. Густота населення становила 344 особи/км².  Було 248 помешкань (189/км²).
Расовий склад населення:
| - 69,7 % — чорних або афроамериканців - 29,4 % — білих - 0,2 % — корінних американців |

До двох чи більше рас належало 0,4 %. Частка іспаномовних становила 0,4 % від усіх жителів.
За віковим діапазоном населення розподілялося таким чином: 25,2 % — особи молодші 18 років, 62,0 % — особи у віці 18—64 років, 12,8 % — особи у віці 65 років та старші. Медіана віку мешканця становила 41,6 року. На 100 осіб жіночої статі у місті припадало 81,5 чоловіків;  на 100 жінок у віці від 18 років та старших — 74,2 чоловіків також старших 18 років.
За межею бідності перебувало 42,2 % осіб, у тому числі 84,3 % дітей у віці до 18 років та 33,3 % осіб у віці 65 років та старших.
Цивільне працевлаштоване населення становило 128 осіб. Основні галузі зайнятості: виробництво — 44,5 %, освіта, охорона здоров'я та соціальна допомога — 15,6 %, транспорт — 10,2 %, мистецтво, розваги та відпочинок — 9,4 %.